# Yarm
Yarm – miasto i civil parish w Wielkiej Brytanii, w Anglii, w regionie North East England, w hrabstwie North Yorkshire, w dystrykcie Stockton-on-Tees, położone nad ujściem rzeki Leven do Tees. W 2011 civil parish liczyła 8384 mieszkańców. Yarm jest wspomniane w Domesday Book (1086) jako Gerou/Iarun/Larun.

## Miasta partnerskie
- Vernouillet, Francja
- Schwalbach am Taunus, Niemcy